# Rathaus (Barie)

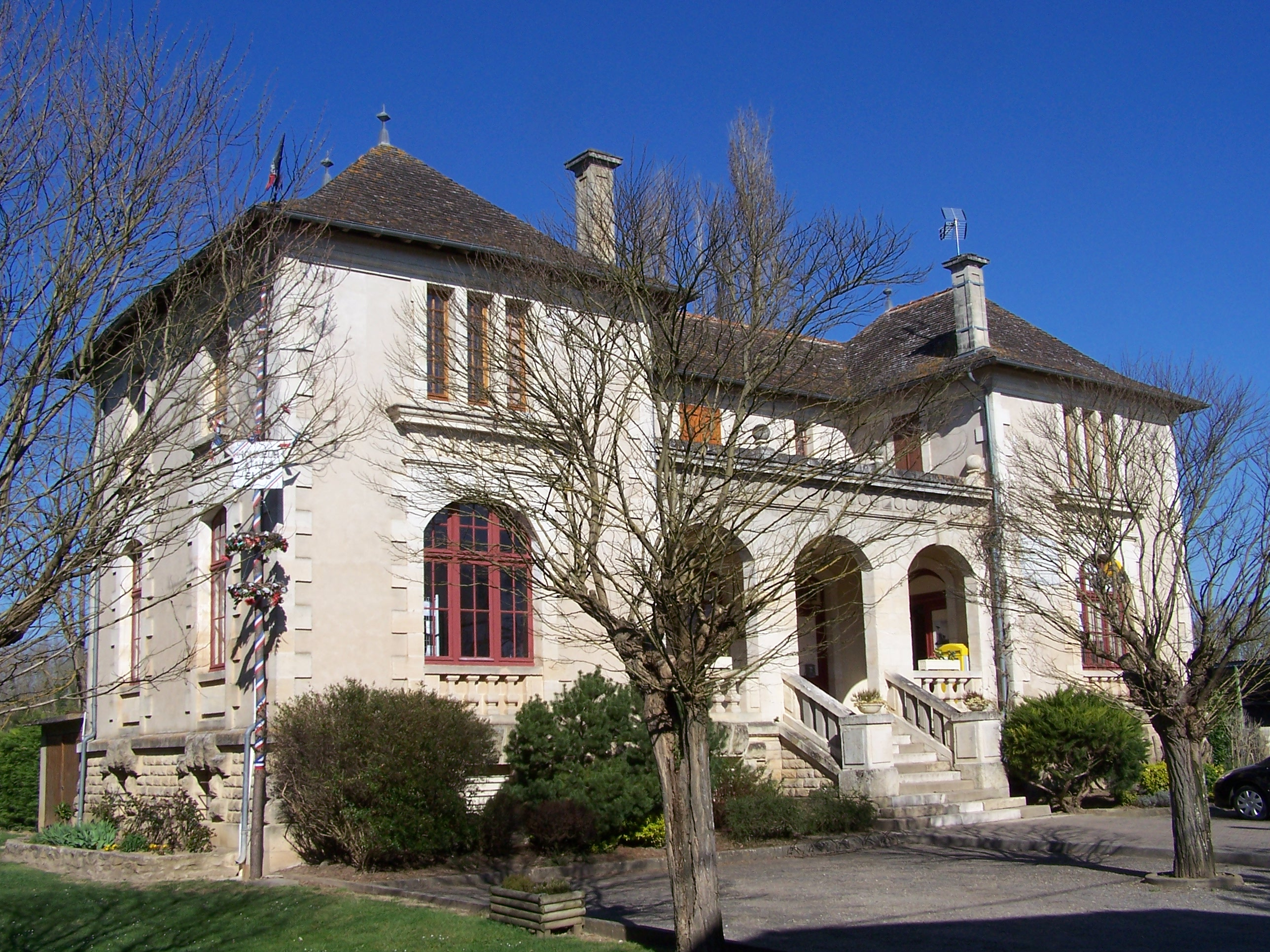
Rathaus in Barie

Das Rathaus (französisch Mairie) in Barie, einer französischen Gemeinde im Département Gironde in der Region Nouvelle-Aquitaine, wurde von 1914 bis 1922 errichtet. 
Das zweigeschossige Rathaus mit Eckquaderung und einem überdachten Eingangsbereich erreicht man über eine Distanztreppe, denn das Gebäude wurde auf einem hohen Sockel errichtet, um es bei Überschwemmungen der Garonne vor Überflutung zu schützen. 
Der rechte Teil war für das Postamt und der linke für die Gemeindeverwaltung vorgesehen, wie durch die Inschriften über den rundbogigen Erdgeschossfenstern zu ersehen ist.